# Patáfora
La patáfora es una figura retórica conseguida al otorgar una nueva extensión a la metáfora, creada por el movimiento patafísico de Alfred Jarry.
Así como la metáfora va más allá del significado literal, la patáfora añade una nueva dimensión a la metáfora misma.

## Ejemplo
La luna se levantó sobre el mar donde navegaban los piratas. La luna era un plato de leche que bebía un gato, el gato de Axelle.

1. La luna, los piratas y el mar existen en la realidad.
2. El plato de leche existe en la metáfora.
3. El gato, Axelle y el mundo donde ellos viven existen en la patáfora.

En Les Carnets du Collège de ’Pataphysique n°22 (décembre 2005) se dan ejemplos de patáforas literarias ilustradas con fotografías.
En marzo de 2007, un periodista escribió un artículo para el diario Granvalparaíso utilizando ingeniosas y acertadas patáforas para hacer un análisis del actual gobierno chileno.